# Ракова (Чадца)
Ракова (слч. Raková) насељено је мјесто са административним статусом сеоске општине (слч. obec) у округу Чадца, у Жилинском крају, Словачка Република.

## Становништво
| Година:    | 1994. | 2004.   | 2014.   | 2024.   |
| ---------- | ----- | ------- | ------- | ------- |
| Број људи: | 4734  | 5120    | 5411    | 5603    |
| Разлика:   |       | +8,15 % | +5,68 % | +3,54 % |

| Година:    | 2023. | 2024.   |
| ---------- | ----- | ------- |
| Број људи: | 5629  | 5603    |
| Разлика:   |       | -0,46 % |

Према подацима о броју становника из 2024. године насеље је имало 5603 становника.